# 1948 في العراق
فيما يلي قوائم الأحداث التي وقعت خلال عام 1948 في العراق.

## سياسة

### تعيين في المنصب
- 21 يونيو – عبد المجيد القصاب عضو مجلس النواب العراقي.
- 21 يونيو – نصرت الفارسي عضو مجلس النواب العراقي.

### انتهاء فترة المنصب
- 27 يناير – ضياء جعفر وزير الأشغال والمواصلات.
- 27 يناير – عبد الإله حافظ وزير التموين.
- 22 فبراير – نصرت الفارسي عضو مجلس النواب العراقي.

## رياضة
- 1 يناير – العراق في الألعاب الأولمبية الصيفية 1948

## مواليد

### يناير
- 1 يناير – حامد عبيد مطلك عمر سياسي عراقي.
- 1 يناير – حكمت حكيم سياسي عراقي.
- 1 يناير – سعد الدين محمد أمين سياسي عراقي.
- 1 يناير – علي الحسيني الميلاني رجل دين شيعي إيراني، و مؤسس «مركز الحقائق الإسلامية» في قم.
- 1 يناير – فرجينيا ياسين ممثلة عراقية.
- 1 يناير – لحاظ الغزالي عالمة وراثة عراقية.
- 1 يناير – هيرو إبراهيم أحمد سياسية عراقية.

### مايو
- 20 مايو – محمود المشهداني سياسي عراقي.

### يونيو
- 20 يونيو – خضير الخزاعي سياسي عراقي.

### يوليو
- 1 يوليو – فاضل ميراني
- 4 يوليو – لويس روفائيل الأول ساكو بسبوسة.

### أغسطس
- 15 أغسطس – محمود الهاشمي الشاهرودي سياسي ومرجع دين إيراني عراقي.
- 15 أغسطس – هشام أشكري مهندس معماري أمريكي.

### أكتوبر
- 19 أكتوبر – محمد علي التسخيري

## وفيات

### يناير
- 1 يناير – أحمد الداود (مواليد 1871)
- 1 يناير – جمال جميل (مواليد 1912) عسكري عراقي ، تعين مرافقا لرئيس أركان الجيش العراقي بكر صدقي، وشارك في الحركة التي تزعّمها بكر صدقي ضد نوري السعيد رئيس الوزراء العراقي التي انتهت بمقتل بكر صدقي، ثم سافر إلى اليمن وساهم في انقلاب عسكري في اليمن.
- 1 يناير – حسن البغدادي (مواليد 1881) شاعر عراقي.
- 1 يناير – صبيح نجيب العزي (مواليد 1882) ضابط عسكري عراقي شغل منصب وزير الدفاع في المملكة العراقية.
- 1 يناير – عبد المحسن شلاش (مواليد 1882)
- 1 يناير – محمد أمين زكي (مواليد 1880) مؤرخ كردي عراقي.

### مارس
- 28 مارس – حمدي الباجه جي (مواليد 1886) سياسي عراقي.

### أكتوبر
- 20 أكتوبر – دلدار (مواليد 1918) شاعر كردي Kurdesh Poet.